# Arnold Mvuemba
Arnold Makengo Mvuemba (Alençon, 28 januari 1985) is een Frans voetballer die bij voorkeur als middenvelder speelt.